# Labro
Labro là một đô thị ở tỉnh Rieti trong vùng Latium, có khoảng cách khoảng 70 km về phía đông bắc của Roma và cách khoảng 15 km về phía tây bắc của Rieti. Tại thời điểm ngày 31 tháng 12 năm 2004, đô thị này có dân số 374 người và diện tích là 11,4 km².
Labro giáp các đô thị: Arrone, Colli sul Velino, Morro Reatino, Terni.